# Hubert Van Innis
Hubert Van Innis (Elewijt, 24 febbraio 1866 – Zemst, 25 novembre 1961) è stato un arciere belga, il più titolato di sempre a livello olimpico.

## Biografia
Debuttò alla seconda edizione dei Giochi olimpici a Parigi 1900, in cui vinse due ori e un argento nel tiro con l'arco. 20 anni dopo, ai Giochi olimpici di Anversa 1920, ottenne uno dei migliori risultati in una singola edizione con quattro ori e due argenti, diventando inoltre uno dei migliori medagliati della storia.

## Palmarès

### Giochi olimpici
Parigi 1900
- Oro nei 33 metri al cordone dorato
- Oro nei 33 metri al cappellotto
- Argento nei 50 metri al cordone dorato

Anversa 1920
- Oro nel bersaglio mobile 33 metri individuali
- Oro nel bersaglio mobile 28 metri individuali
- Oro nel bersaglio mobile 33 metri a squadre
- Oro nel bersaglio mobile 50 metri a squadre
- Argento nel bersaglio mobile 50 metri individuale
- Argento nel bersaglio mobile 28 metri a squadre.